# OZ Minerals
OZ Minerals — австралийская горнодобывающая компания, занимала второе место в мире по объёму производства цинка. Компания добывала цинк, медь, свинец, золото, серебро. Основана в 2008 году путём слияния компаний Oxiana Limited и Zinifex Limited. Штаб-квартира располагалась в Мельбурне, штат Виктория. OZ Minerals вела добычу полезных ископаемых на территории Австралии и Азии. В апреле 2023 года была поглощена BHP.
1 декабря 2009 года торговля акциями компании была остановлена, компания ищет возможность рефинансировать долг размером в A$1,2 млрд. Также OZ Minerals ведёт переговоры о продаже 100 % своего бизнеса китайской компании China Minmetals Corporation, крупнейшему национальному торговцу металлом, за А$2,6 млрд.
По сообщению информагентства Синьхуа от 29 марта 2009 года австралийские власти заблокировали проведение данной сделки.

## Основные проекты по добыче полезных ископаемых
- Месторождение «Столетие» (англ. Century) расположено на северо-западе австралийского штата Квинсленд. В карьерах открытым спобосом добывают цинк, свинец, серебро. Месторождение Столетие является вторым в мире по величине добычи цинка, здесь добывают 500 тысяч тонн цинка в год.
- Месторождение «Золотой карьер» (англ. Golden Grove) расположено в австралийском штате Западная Австралия, примерно 450 км на северо-восток от города Перт. Открытым способом добывают цинк, медь, свинец, золото, серебро.
- Месторождение «Торчащий холм» (англ. Prominent Hill) расположено в центральной части австралийского штата Южная Австралия, в 650 км на северо-запад от Аделаиды. В карьерах открытым способом добывают медь, золото, серебро.
- Месторождение «Роузбери» (англ. Rosebery) расположено в северо-западной части австралийского штата и острова Тасмания. В подземных рудниках добывают цинк, медь, свинец, золото, серебро. Месторождение очень старое, функционирует с 1936 года.
- Месторождение «Сепон» (англ. Sepon) расположено в Лаосе, провинция Саваннакхет. OZ Minerals принадлежит 90 % данного проекта, остальными 10 % владеет правительство Лаоса. Месторождение работает с 2002 года, открытым спобосом добывают медь, золото, площадь района разработки составляет 1250 км². Сепон дает около 65 тысяч тонн меди в год.